# EXeLearning
EXeLearning (vormgegeven als eXeLearning) is een vrij programma dat leerkrachten helpt bij het ontwerpen en online zetten van lesmateriaal, zonder daarvoor een grote kennis van HTML te moeten hebben. Het programma wordt ondersteund door CORE Education, een Nieuw-Zeelandse educatieve non-profitorganisatie voor onderzoek en ontwikkeling.

## Werking
EXeLearning bestaat uit drie delen:
- Het schema-venster: in dit venster bepaal je de structuur van je pagina.
- Het iDevices-venster: in dit venster krijg je een lijst van iDevices die je kan gebruiken bij het opstellen van je lesinhouden.
- Het bewerk/weergave-venster: in dit venster krijg je het eindresultaat te zien. Je hebt hier ook de mogelijkheid om je iDevices te bewerken.

Het programma heeft verschillende exportmogelijkheden: je kan het gemaakte materiaal exporteren als website, SCORM-pakket, iPod-notitie ...

## iDevices
IDevices zijn verschillende elementen waaruit een eXe-pagina kan bestaan. Je kan in je pagina een willekeurig aantal iDevices plaatsen in willekeurige volgorde.
De verschillende iDevices zijn:
- Activiteit
- Afbeeldingengalerij
- Doelstellingen
- Externe website
- Gevalstudie
- Invuloefening
- Java-applet
- Leesactiviteit
- Meerkeuzevraag
- Meervoudige selectie
- RSS
- Reflectie
- SCORM-toets
- Vergrootglas afbeeldingen
- Voorkennis
- Vrije tekst
- Waar/Niet waar-vraag
- Wiki-artikel